# David D. Kpormakpor
David Donald Kpormakpor (* 28. September 1935 im Bomi County, Liberia; † 19. August 2010 in Staten Island, New York City) war von 1994 bis 1995 während des Liberianischen Bürgerkriegs als Vorsitzender des Staatsrats Staatsoberhaupt Liberias.

## Leben
David Kpoormakor wurde in Bomi County im Westen Liberias geboren. Seine der Ethnie der Gola angehörenden Eltern waren Analphabeten. Gefördert durch einen Missionar, wurde Kpormakpor am College of West Africa in Monrovia aufgenommen. Nach seinem Abschluss erhielt er Stipendien für die San Francisco State University und die UCLA Law School. Nach dem Abschluss seines Studiums kehrte er nach Liberia zurück und lehrte als Juraprofessor an der University of Liberia. Von Samuel K. Doe wurde er als Richter an den Supreme Court berufen.
Nach dem Rücktritt der Übergangsregierung unter Amos Sawyer wurde Kpormakor vom 7. März 1994 bis zum 1. September 1995 als ziviler Vorsitzender des aus Vertretern der Konfliktparteien zusammengesetzten Staatsrats Staatsoberhaupt Liberias. Der Einfluss seiner Regierung erstreckte sich jedoch nur auf die Umgebung der Hauptstadt Monrovia. Im September 1995 wurde auf Druck Charles Taylors ein neuer Staatsrat unter der Führung von Wilton G. S. Sankawulo einberufen. Kpormakpor wurde für zwei Monate inhaftiert und lebte anschließend in einem von der afrikanischen Friedenstruppe ECOMOG bewachten Militärcamp. 1997 kehrte er in die USA zurück. Am 19. August 2010 starb er auf Staten Island an den Folgen eines Hirntumors.
Jason Price drehte 2007 einen Dokumentarfilm mit dem Titel The Professor über das Leben David Kpormakpors.